# Tamanaco (rijeka)
Tamanaco je rijeka u Venezueli. Pritoka je rijeke Unare i pripada karipskom slijevu.